# Płaszcz wodny

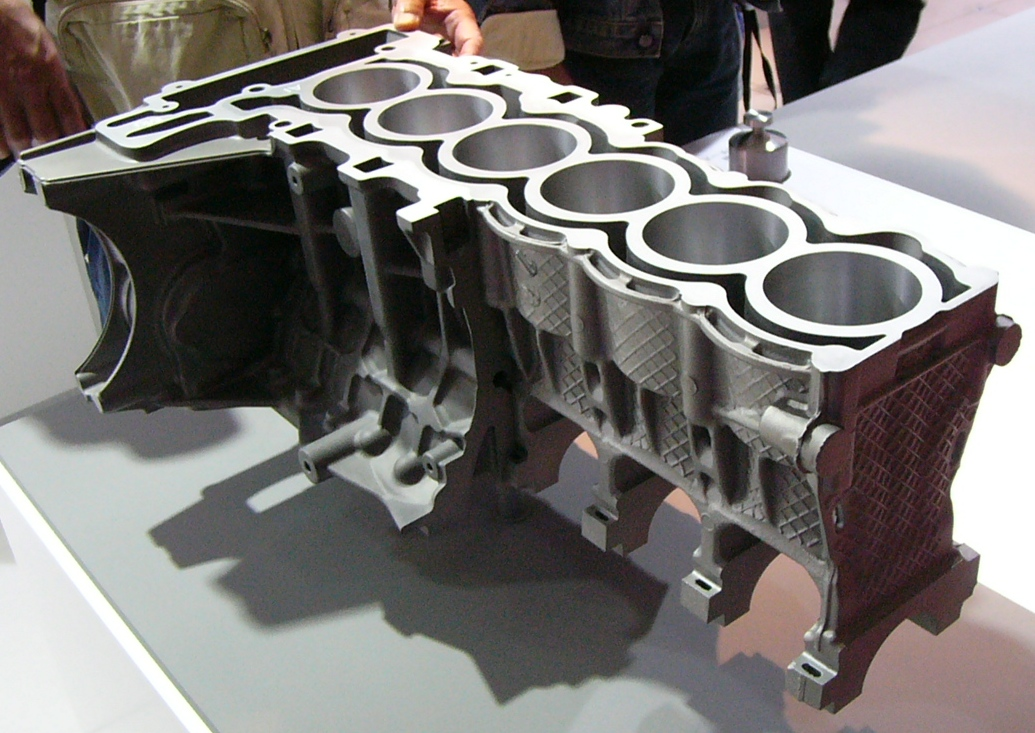
Zespół cylindrów silnika otoczonych płaszczem wodnym

Płaszcz wodny – osłona o podwójnych ściankach, między którymi znajduje się woda. Może pełnić różne funkcje:
- odbiornika ciepła,
  - np. chłodnicy w silniku,
  - w reaktorze lub kominku do magazynowania i przekazywania użytecznej energii cieplnej,
- grzejnika,
- stabilizatora temperatury w termostatach.